# Mykoła Horyń
Mykoła Horyń (ur. 29 stycznia 1945 we wsi Kniesioło w rejonie żydaczowskim) – ukraiński polityk i działacz społeczny, brat Bohdana i Mychajła.
Inżynier elektryk, absolwent wydziału automatyki Politechniki Lwowskiej (1968). W 1990 wybrany radnym Lwowskiej Rady Obwodowej, w latach 1994–1997 był jej przewodniczącym. W latach 1995–1997 przewodniczący Lwowskiej Obwodowej Administracji Państwowej.